# Królowa Apostołów (miesięcznik)
"Królowa Apostołów" – miesięcznik katolicki wydawany w latach 1908–1939, 1947–1953 i 1982–1996 przez księży pallotynów; od 1997 kontynuacją "Królowej Apostołów" jest czasopismo "Miejsca Święte".
Pismo "Królowa Apostołów" powstało z inicjatywy pallotynów: ks. Alojzego Majewskiego i ks. Alojzego Hübnera głównie dla katolików świeckich i rodzin chrześcijańskich w celu pogłębienia pobożności maryjnej, a także informowania o działalności pallotynów, Kościoła katolickiego w Polsce i na terenach misyjnych, o zaangażowaniu świeckich w sprawy Kościoła i w dzieło ewangelizacji dla formowania duchowej i apostolskiej świadomości czytelników. 
Uwzględniano też budzenie powołań kapłańskich i braterskich do nowo utworzonego w 1908 w Antoniówce k. Lwowa (potem m.in. w Wadowicach i Ząbkowicach Śląskich) pierwszego na ziemiach polskich nowicjatu księży pallotynów.
Dodatkowo w pierwszym okresie wydawania (do wybuchu II wojny światowej) pismo starało się pobudzać wśród Polaków rozproszonych po zaborach i na emigracji poczucie wspólnoty religijnej i narodowej.
W "Królowej Apostołów" zamieszczano również utwory poetów (np. Leopolda Staffa) i prozaików (Zofii Kossak Szczuckiej).
W latach 80. i 90. w miesięczniku publikowali m.in. Jacek Moskwa i Tomasz Wołek.
W 1997 "Królowa Apostołów" przekształciła się w miesięcznik "Miejsca Święte" poświęcony rozwojowi ruchu pielgrzymkowego.

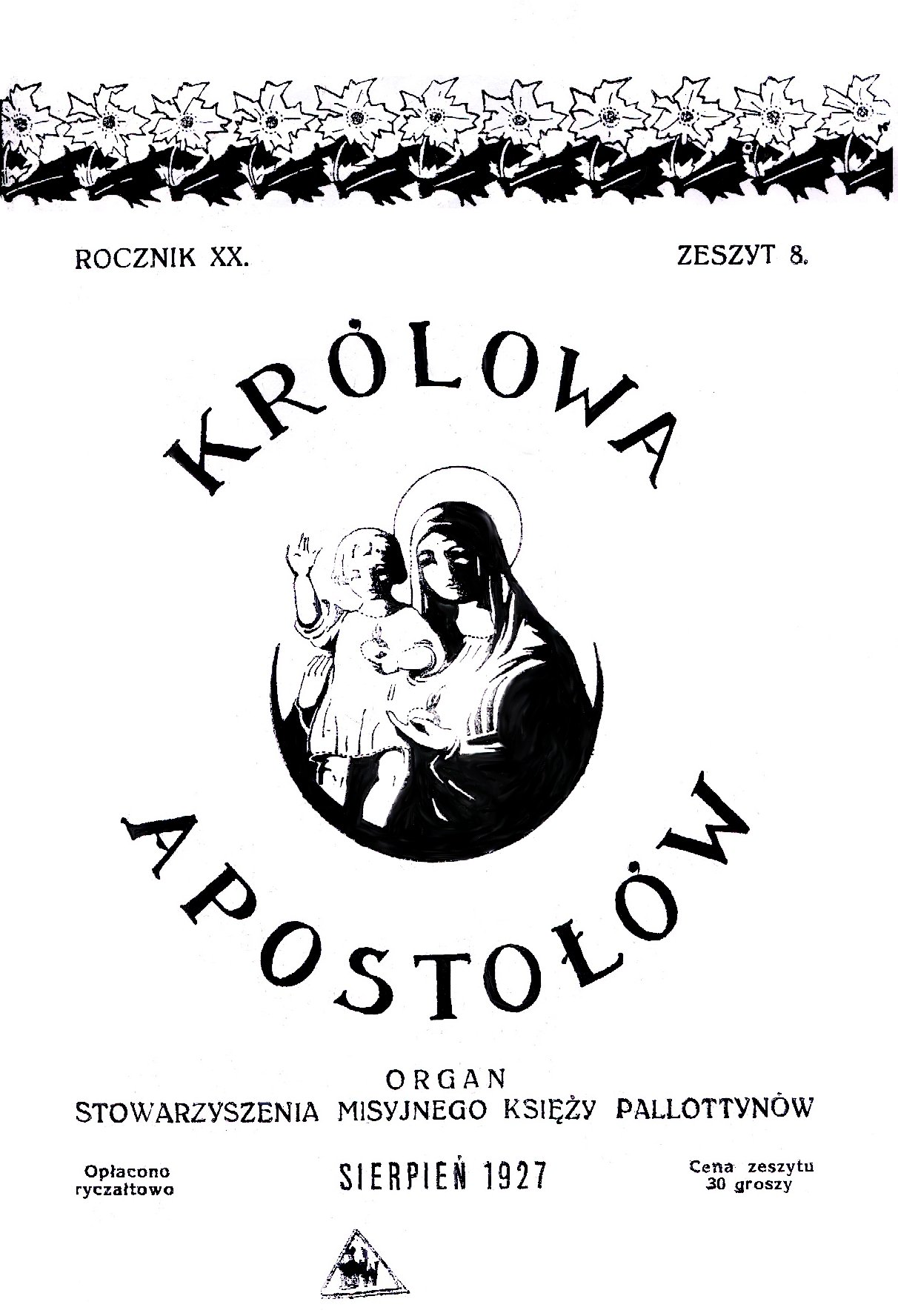
Okładka pisma w latach 20. XX w.

Obecnie nazwę "Królowa Apostołów" nosi wewnętrzny biuletyn Zjednoczenia Apostolstwa Katolickiego.

## Redaktorzy odpowiedzialni
- 1908-1910 - ks. Jan Trzopiński
- 1910-1926 - ks. Józef Lenartowicz
- 1926-1934 - ks. Alojzy Majewski
- 1934-1939 - ks. Wojciech Turowski i ks. Tomasz Mącior
- 1947-1953 - (nie podawano w piśmie redaktorów)
- 1982-1997 - ks. Jan Pałyga